# Middleton (Oswestry Rural)
Middleton – przysiółek w Anglii, w hrabstwie Shropshire, w dystrykcie (unitary authority) Shropshire. Leży 24 km na północny zachód od miasta Shrewsbury i 247 km na północny zachód od Londynu. W latach 1870–1872 osada liczyła 98 mieszkańców.